# Suchinda Kraprayoon

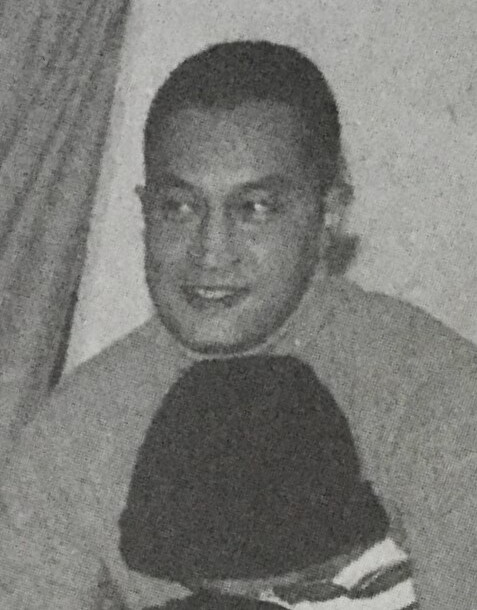
Suchinda Kraprayoon (frühe 70er Jahre)

Suchinda Kraprayoon (Thai: สุจินดา คราประยูร, RTGS: Suchinda Khraprayun; Aussprache: [sùʔt͡ɕindaː kʰraːpràʔjuːn]; * 6. August 1933 in der Provinz Nakhon Pathom; † 10. Juni 2025 in Bangkok) war ein thailändischer Heeresoffizier und Politiker. Er war von 1990 bis 1992 Oberkommandierender des Heeres, von 1991 bis 1992 zusätzlich Chef des Obersten Stabs der thailändischen Streitkräfte. Nach einem Putsch wurde er im April 1992 Ministerpräsident des Landes. Nach Massenprotesten, die er mit militärischer Gewalt niederzuschlagen versuchte, musste er im Mai 1992 zurücktreten.

## Leben und Karriere

### Familie und Ausbildung
Suchinda war der Sohn von Juang und Sompong Kraprayoon. Er wurde zunächst an der Wat-Ratchabophit-Schule und an der Amnuay-Silpa-Schule ausgebildet. Anschließend ging er an die Medizinschule der Chulalongkorn-Universität in Bangkok. Nach einem Jahr trat er in die Kadettenakademie der thailändischen Armee ein und ging dann an die renommierte Chulachomklao-Militärakademie. Er gehörte deren fünfter Abschlussklasse seit Einführung des „West-Point-Curriculums“ (der US-Militärakademie nachempfunden) an. Suchinda war der Sprecher seines Jahrgangs. Er heiratete später Wannee Noonpakdi, die jüngere Schwester seines Klassenkameraden auf der Militärakademie, Issarapong Noonpakdi. Mehrere der ambitionierten Offiziere des fünften Jahrgangs erreichten während der 1980er-Jahre höchste Positionen im thailändischen Militär, sie bildeten in ihm einen Zirkel und entwickelten so auch politischen Einfluss.

### Militärkarriere
Nach seinem Abschluss 1958 diente Suchinda in der Artillerie, 1962 wurde er Kompaniechef. Von 1963 bis 1964 besuchte er erst die thailändische Artillerieschule und dann den Army Command and General Staff Course bei der Artillerieschule der US Army in Fort Sill, Oklahoma. 1965 besuchte er die Generalstabsschule des thailändischen Heeres, von 1966 bis 1967 das amerikanische Command and General Staff College in Fort Leavenworth, Kansas. Nach seiner Rückkehr wurde Suchinda zum Major befördert und lehrte an der Generalstabsschule. Er diente im Vietnamkrieg und war von 1972 bis 1975 stellvertretender Militärattaché in Washington. 
Er spielte eine Rolle bei der Niederschlagung des Putschversuchs der „Jungtürken“ am 1. April 1981, einer innermilitärischen Seilschaft, die mit den Absolventen des fünften Jahrgangs rivalisierte. Nachdem er den Aufstieg von General Arthit Kamlang-ek an die Spitze der Landstreitkräfte unterstützt hatte, wurde Suchinda im Jahr darauf zum Generalmajor und Direktor der Operationsleitung des Heeres befördert. Am 29. April 1990 löste er Chavalit Yongchaiyudh als Oberkommandierender des Heeres ab. Als Nachfolger von General Sunthorn Kongsompong wurde er am 1. Oktober 1991 zugleich Chef des Obersten Stabs der Streitkräfte.

### Putsch und Amtszeit als Ministerpräsident
Mit seinen Klassenkameraden aus dem fünften Jahrgang der Militärakademie sowie General Sunthorn stürzte Suchinda am 23. Februar 1991 den amtierenden Premierminister Chatichai Choonhavan, der anschließend das Land zunächst verlassen musste. Sie nannten sich „National Peace Keeping Council“ (NPKC) und behaupteten, Chatichais Regierung, die sie das „Buffet-Kabinett“ nannten, wegen der grassierenden Korruption und Amtsmissbrauchs entmachtet zu haben. Mehreren Regierungsmitgliedern warfen sie vor, „ungewöhnlich reich“ geworden zu sein. Sie versprachen, das Land zu demokratisieren, indem sie Programme zur politischen Bildung der Landbevölkerung und zur Bekämpfung des weit verbreiteten Stimmenkaufs einführten. Nach kurzer direkter Herrschaft setzten sie einen parteilosen Zivilisten, den Geschäftsmann und früheren Diplomaten Anand Panyarachun als Übergangspremier ein. Dieser kündigte Reformen und baldige Wahlen an. Das NPKC setzte eine neue Verfassung durch, nach der der Regierungschef nicht notwendigerweise ein gewählter Politiker sein musste. Befürchtungen, dass das einer Machtübernahme Suchindas den Weg bereiten könnte, beantwortete er mit der Zusage, das Amt nicht anzustreben.

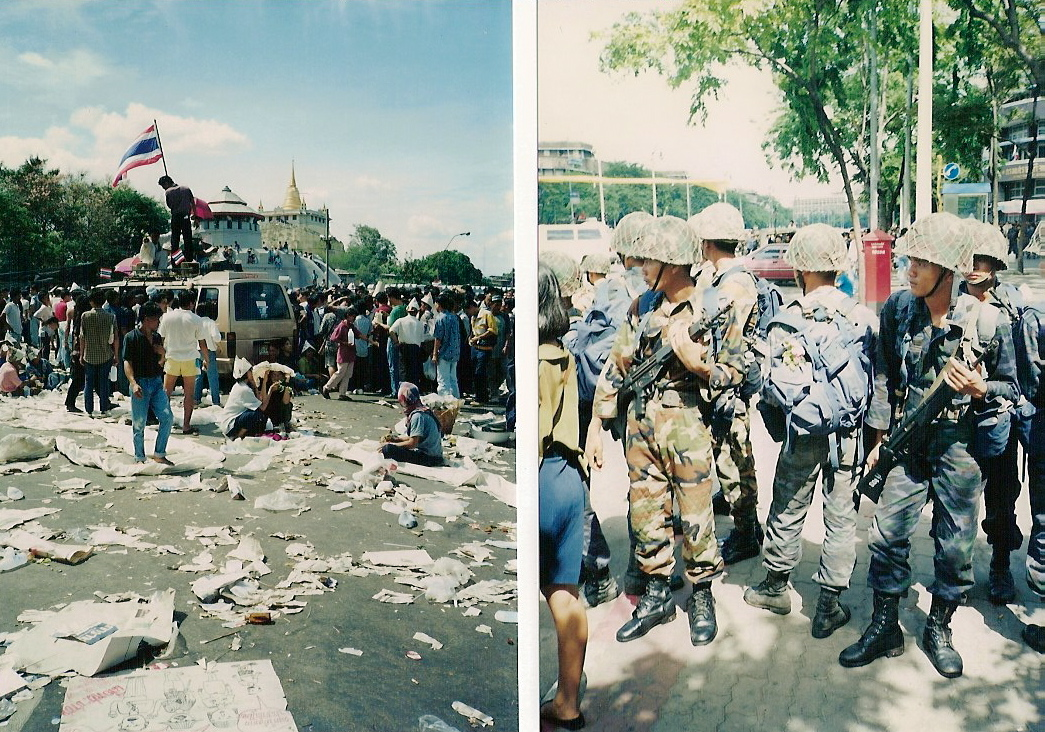
Demonstranten und Militär während der Ereignisse des „Schwarzen Mai“.

Unterstützer des NPKC, Beamte und einflussreiche Geschäftsleute aus der Provinz bildeten die Samakkhi-Tham-Partei, die aus der Parlamentswahl am 22. März 1992 als Sieger hervorging. Sie schloss eine Koalition mit anderen militärnahen oder opportunistischen Parteien. Dieser gehörten widersprüchlicherweise auch solche Parteien und Politiker an, die das NPKC im Jahr zuvor wegen Korruption entmachtet hatte und gegen die es Ermittlungen wegen Bereicherung eingeleitet hatte, die es nun einstellte. Zunächst designierte die Koalition den Geschäftsmann Narong Wongwan als Ministerpräsident. Nachdem dieser jedoch aufgrund von Gerüchten über eine angebliche Verwicklung in Drogengeschäfte verzichtete, schlugen sie General Suchinda, der kein Mitglied des Parlaments war, als Regierungschef vor. Entgegen seinem früheren Versprechen, das Amt nicht anzustreben, nahm er an, trat als Militärchef zurück und wurde am 7. April vom König ernannt.
Bereits nach zwei Wochen sah er sich großen Protesten der Opposition, insbesondere der Palang-Dharma-Partei von Chamlong Srimuang, ausgesetzt. Bis zu 200.000 Menschen versammelten sich zu Demonstrationen gegen die Regierung in der Innenstadt von Bangkok. Suchindas Kabinett reagierte mit einer allgemeinen Ausgangssperre und setzte das Militär gegen die Demonstranten ein. Die Verhaftung des Oppositionsführers Chamlong befeuerte die Rebellion noch und führte zu einem Umschlagen in blutige Zusammenstöße. Beim Versuch der Armee, die Proteste zu zerschlagen, starben nach offiziellen Zahlen 52 Menschen, tatsächlich möglicherweise bis zu 200, hunderte wurden verletzt. Die Ereignisse gingen als „Schwarzer Mai“ in die Geschichte ein. 
Am 20. Mai rief König Bhumibol Adulyadej den Premier und den Oppositionsführer zu sich und forderte sie zu einem sofortigen Ende des Konflikts auf. Die Ansprache des Königs, die wie eine „Standpauke“ für beide Seiten wirken konnte, wurde im Fernsehen übertragen und sorgte für eine Entschärfung der Krise. Am 24. Mai trat Suchinda zurück und verließ das Land. Der stellvertretende Premierminister Meechai Ruchuphan übernahm das Amt für eine Übergangsperiode von zwei Wochen. Anschließend setzte der König eine neue Regierung, erneut unter Führung des liberalen Royalisten Anand Panyarachun, ein.
Suchinda wurde Anfang 1995 Ehrenvorsitzender des Verwaltungsrats der Telecom Holding, eine Tochter von Telecom Asia, der Telekom-Sparte des Konzerns Charoen Pokphand, die nach Suchindas Putsch 1991 von der Regierung Anand den Auftrag zur Einrichtung von 2 Millionen Telefonanschlüssen erhalten hatte.